# Gospoldshofen
Gospoldshofen ist ein Stadtteil von Bad Wurzach im baden-württembergischen Landkreis Ravensburg in Deutschland.

## Geschichte
Es wird angenommen, dass es sich bei Gospoldshofen um eine Siedlung aus dem 8. oder 9. Jahrhundert handelt.
Die erste schriftliche Erwähnung Gospoldshofens, unter dem Namen Gozboldishoven, war am 20. April 1128. Eine lateinische Urkunde, deren deutscher Text mit Durch das Wort des Herrn sind die Himmel entstanden beginnt, bezeugt, dass Heinrich, Herzog der Noriker, auf Bitten seines Dienstmannes Hermann, seinen halben Besitz und eine Mühle in Gozboldishoven Gott und dem Heiligen Georg übergab. Historische Namensformen des Ortes umfassen Goespolzhoven (1278) und Gozoltzhofen (1290). Im Laufe der Geschichte war der Besitz des Gebiets auf verschiedene Klöster verteilt, darunter Baindt, Ochsenhausen und Weingarten. Im Jahr 1789 kam es zu einer Vereinödung zu Wurzach des Ortes.

### Zugehörigkeit
Kirchlich gehörte Gospoldshofen ursprünglich zur Pfarrei Reichenhofen, wurde jedoch 1611 nach Seibranz eingepfarrt. Als ein Teil der alten Grafschaft Zeil kam der Bezirk bei der Teilung im Jahr 1675 zur Wurzachacher Linie. Administrativ war das Gebiet Gospoldshofen bis 1823 Teil der Stadtgemeinde Wurzach. Im Jahr 1086, mit dem Übergang in das Königreich Württemberg blieb der Ort zwar dem Verwaltungsverband der Stadtgemeinde Wurzach zugeordnet, erhielten aber eine gewisse Selbstverwaltung durch fünf Unterschultheißen in Albers, Wiesen, Truschwende, Bauhofen sowie Gospoldshofen, die die Landgemeinden vertraten. Bis 1849 unterstand Gospoldshofen in administrativer und polizeilicher Hinsicht dem Waldburg-Zeil-Wurzachischen Amt Wurzach.

### Abspaltung von Wurzach
Trotz der teilweisen Selbstverwaltung wuchs die Unzufriedenheit der bäuerlichen Bevölkerung mit der Verwaltungseinheit der Stadtgemeinde Wurzach. Dies lag vermutlich an verstärkten Vorspanndiensten für militärische Zwecke während und nach den Befreiungskriegen, die eine erhebliche Belastung darstellten. Die Landgemeinden wollten eine Loslösung von der Stadt an. Diese Gesuche um Abtrennung führten schließlich am 23. Juni 1823 zum Erfolg. Das Territorium der neu gegründeten Gemeinde, die ihren Namen vom Ortsteil Gospoldshofen ableitet, wurde durch die Gemarkung Wurzach in eine nördliche und eine südliche Hälfte geteilt.
Am 1. Dezember 1972 wurde Gospoldshofen im Zuge der Gemeindereform wieder in die Stadt Bad Wurzach eingemeindet.

### Bau des Rathauses
Gospoldshofen besaß zunächst kein eigenes Rathaus. Im Jahr 1909 erwarb die Gemeinde einen Bauplatz beim Hotel Rößle in Wurzach. Dort wurde ein zentral gelegenes Rathaus im Stil der damaligen Zeit errichtet. Das Gebäude wurde 1688/69 abgerissen und durch den heute noch bestehenden Neubau ersetzt, der noch immer als Ortschaftsverwaltung genutzt wird.

## Gemeindegliederung
Die Weiler Albers, Bauhofen, Obergreut, Truschwende, Wiesen, Witzmanns, Zingerlesmühle sowie mehrere Einöden gehören zu Gospoldshofen.

## Infrastruktur

### St. Petrus von Alcantara

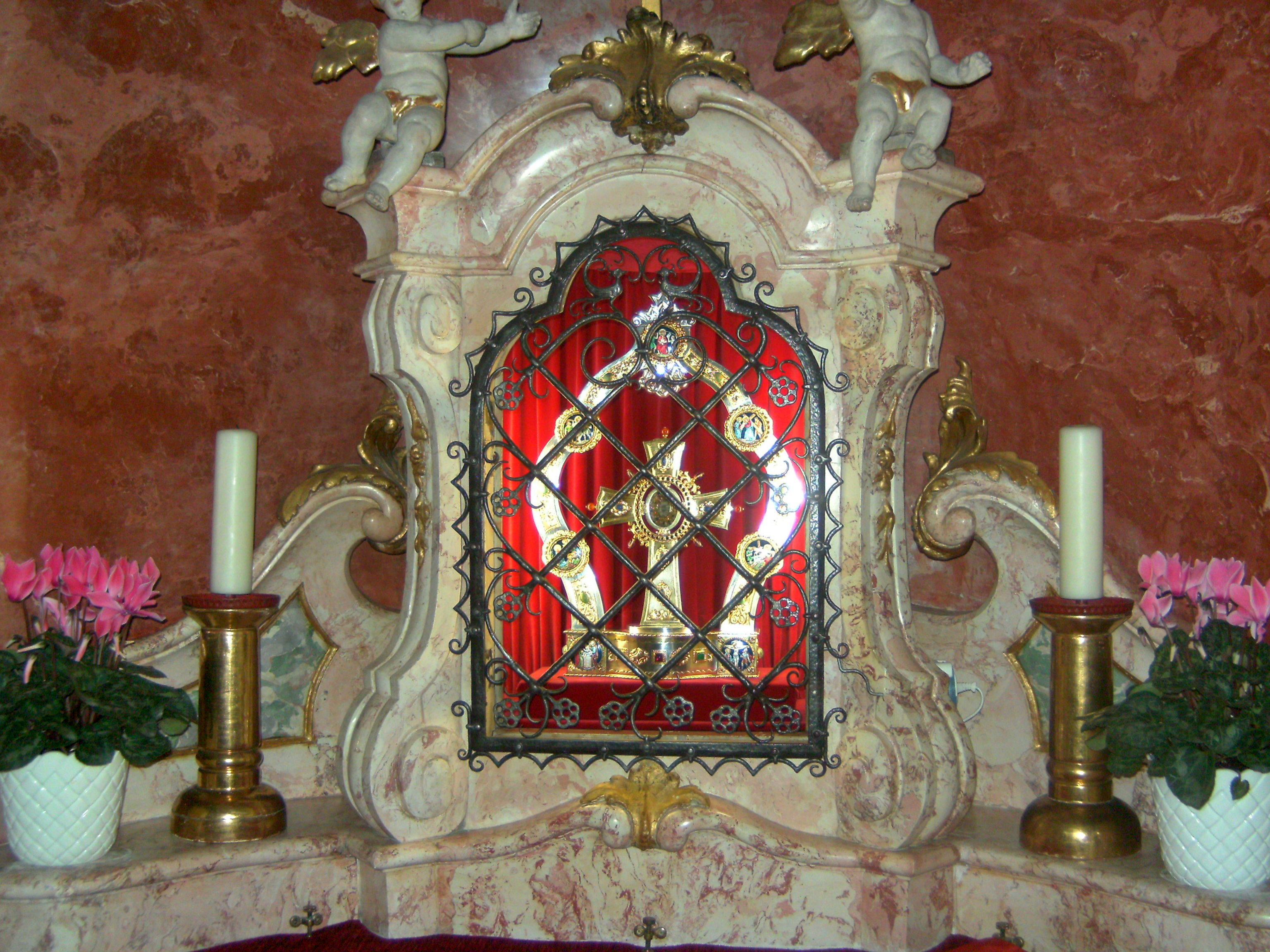
Dorfkapelle Gospoldshofen (2009)

Die Ortskapelle St. Petrus von Alcantara ist ein historisches Bauwerk mit einem rechteckigen Grundriss und einem Dreiachtel-Chor. Ihr Erscheinungsbild wird von einem Satteldach geprägt, das über dem Chor abgewalmt ist, sowie einem großen, im oberen Teil oktogonalen Giebelreiter.
Die Ursprüngliche Kapelle stammt aus dem 18. Jahrhundert wurde aber 1839 und später verändert.⊙

### Feuerwehrhaus
Das Feuerwehrhaus in Gospoldshofen besitzt zwei Holztore an der Vorderseite, die die Einfahrt für die Einsatzfahrzeuge ermöglichen. An der Giebelseite des Gebäudes befindet sich die Eingangstüre.⊙

### Wirtschaft
Der Ort ist durch die Landwirtschaft, im Speziellen die Milchwirtschaft geprägt. Einer der wenigen verarbeitenden Betriebe ist die Käserei Vogler mit Schaukäserei und einem Käsereimuseum, die die Milch der örtlichen landwirtschaftlichen Betriebe zu Käse und sonstigen Molkereiprodukten verarbeitet und regional vertreibt. Der Landkreis Ravensburg möchte diese naturschonende Landwirtschaft erhalten und unterstützte 2011 mit dem Landesprogramm Plenum das Projekt Gospoldshofen.